# Grüne Hoffnung

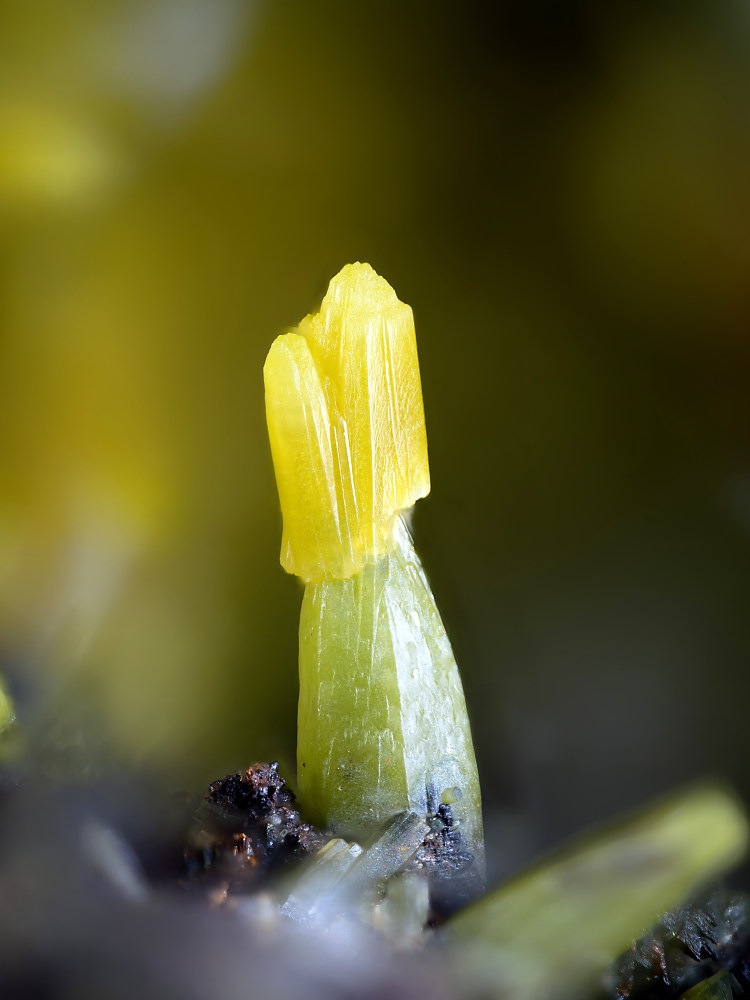
Fund aus der Grube Grüne Hoffnung (Pyromorphit)

Die Grube Grüne Hoffnung lag in Burbacher Gemarkung im südlichen Siegerland. Die Grube war eine der größeren Gruben und ältester Betrieb im Buchhellertal.

## Gangmittel
Die Gangmittel der Grube hatten eine Länge von 120 m und enthielten ein Östliches Mittel, Westliches Mittel, Quertrumm und den Thalberger Gang. Die Gänge bestanden aus Bleierzen, Zinkblende, Spateisenstein und Kupferkies und waren 1–2 m mächtig.

## Geschichte
Um 1700 wurde die Grube erstmals verliehen, höchstwahrscheinlich ist sie aber schon älter. Der älteste Abbau fand auf den Hoffnungssterner Gängen statt. Der Betrieb der Grube lief nicht ununterbrochen ab. Zwischen 1778 und 1796 wurde sie durch Wingertshardt betrieben, 1835 und 1852 wurde das Bergrecht nochmals neu verliehen. Um 1800 wurde ein Kunstschacht mit bis zu 98 m Teufe angelegt. 1865 konsolidierte die Grube mit der Peterszeche, der bedeutendsten und größten Grube im Tal.
Ab 1874 wurde Tiefbau betrieben. 1863 wurde der Kunstschacht zu einem modernen Schacht ausgebaut, der bereits zwei Jahre später 84 m, aber erst 1879 seine Teufe von 143 m erreichte, nachdem er 1870/71 wegen Kriegsgeschehen vorübergehend geschlossen wurde. Vier Abbausohlen wurden bei 60, 87, 113, und 140 m angelegt. Die erste Seilfahrt wurde 1875 durchgeführt. Zuerst wurde mit Pferdegöpeln gearbeitet, später bekam man eine Dampfmaschine. 100 Belegschaftsmitglieder bauten bis zur Stilllegung im Jahr 1882 Grünbleierz ab.
Die Gesamtförderung zwischen 1874 und 1882 betrug 1.567 t Bleierze, 651 t Zinkerze und 185 t Kupfererze. Die Bleierzförderung lag in den 1860ern wie folgt:
| - 1864: 162 t Bleierze - 1865: 189 t Bleierze - 1866: 250 t Bleierze | - 1867: 160 t Bleierze - 1868: 074 t Bleierze - 1869: 159 t Bleierze |